# Violant Montefeltro
Violant Montefeltro (Urbino 18 de maig de 1430 - Ferrara 1493) va ser un membre de la noblesa italiana.
Els seus pares, Guidantonio I Montefeltro i Caterina Colonna, van acordar casar-la quan tenia quatre anys, el 1534. El casament va ser el 1442, amb Domenico Malatesta senyor de Cesena, Bertinoro, Meldola i Sarsina, conegut com a Malatesta Novello, però van fer un vot de castedat per no tenir relacions durant el matrimoni. No van viure junts fins al 1447.
A la mort del seu germà Oddo Antonio II Montefeltro el 1444 li va correspondre una part de l'herència que va portar en dot al seu marit el 13 de juny de 1447, consistint la dot amb San Leo i la part nord del comtat de Montefeltro.
A la mort del seu marit el 20 de novembre del 1465 es va fer monja clarissa al monestir del Corpus Christi de Ferrara amb el nom de Sor Serafina com sa germana Sveva Montefeltro, i més tard en va ser elegida abadessa. Va morir el 1493.